# Negre Buenos Aires
Negre Buenos Aires (títol original en castellà, Negro Buenos Aires) és una pel·lícula espanyola i argentina estrenada l'any 2009. S'ha doblat al català.

## Argument
Jordi Puigmartí treballa com executiu d'una multinacional a Barcelona. Està en plena crisi personal i professional, però encara té una oportunitat de seguir endavant si signa un contracte milionari amb el govern argentí. Decidit a aconseguir-ho, viatja a Buenos Aires, en plena època del "corralito financer", i comença a endinsar-se en les altes esferes de poder. A més de conèixer a persones influents, Puigmartí s'enamorarà de la dona equivocada i pagarà un alt preu per la seva ambició.
Rodada a mig camí entre la Barcelona més cosmopolita i el Buenos Aires més fosc, la nova pel·lícula coescrita i dirigida per Ramon Térmens (guionista de "Trash" i realitzador de "Joves") és un thriller ambientat en l'època del "corralito "argentí. El caos viscut en aquests moments queda patent en una trama que segueix l'última oportunitat d'un executiu català de segona fila. L'ambició, la traïció i la corrupció es barregen amb un laberint de passions que pot portar al protagonista al desastre.
Francesc Garrido, a qui hem vist en títols com 25 Kilates, Smoking Room o Pretextos, encapçala un repartiment en què també intervenen Daniel Farraldo, coguionista del film, Jordi Dauder, Goya al millor actor secundari per Camino, i Natasha Yarovenko, coprotagonista de Habitación en Roma a les ordres de Julio Médem. La ciutat de Buenos Aires, en la seva part menys turística, es converteix en un personatge més de la història, amb atenció a les manifestacions que van sacsejar el país durant el "corralito financer".

## Repartiment
- Francesc Garrido: Jordi Puigmartí
- Daniel Faraldo: Armando Santos
- Natasha Yarovenko: Alma
- Julieta Díaz: Victoria
- Jordi Dauder: Ricard
- Nil Cardoner: Pol

## Premis i nominacions

### Nominacions
- 2010. Gaudí a la millor pel·lícula en llengua no catalana[5]
- 2010. Gaudí a la millor direcció artística per Tomas Voth, Sebastián Roses i Maruxa Alvar.[5]